# 神经症
，在广泛的意义上可以指任何引起沮丧的精神失衡。神经症属於功能性心理障碍（functional mental disorder）的一类，病人有痛苦（distress）的感觉但不包括妄想与幻觉與幻聽，其行为也不会让人在社会上难以接受。不像精神病或者人格违常，神经症并不影响或者阻碍正常的思考。在西方，「神经症」是一个在精神分析领域裡常常提及的术语，而在精神医学里已经废止不再使用。
而在《中國精神疾病分類方案與診斷標準》第三版（CCMD-III）中，则把神经症定义为一种具体的精神疾病，并将其分为焦虑症、恐惧症、神经衰弱、身心症（somatoform disorder）、過動症、强迫症、其他或待分类的神经症等六个亚型。

## 由来与术语的使用
「神经症」一词是由苏格兰医师於西元1769年所创，其定义为：
「由於『神经系统的一般疾病』造成『感官与运动的障碍』。」
对他而言，这句话描述了不同的神经失调与症状不能以生理学的方式解释。Neurosis一字是由希腊字neuron（神经元）与子尾-osis（疾病或不正常情况）
美国的《精神疾病诊断与统计手册》（DSM）已移除了神经症这个分类，反映了编者决定提供患病时行为的描述，而不是隐性的心理机制作为诊断准则。且根据《美国遗产医学字典》（American Heritage Medical Dictionary），神经症「已不再使用於精神疾病诊断。」这些在《精神疾病诊断与统计手册》的改变曾经引起很大的争论。

## 考虑神经症的心理分析
作为疾病的一种，神经症表现多种的精神障碍，其中情绪痛苦或潜意识的冲突会经由许多身体上的、生理学上的与精神上的障碍表现出来，这可能包括身体症状（例如歇斯底里）。最明确的症状是焦虑。

神经症倾向是常见的，且患者可能注意到他们自己有忧郁症、急性或慢性的焦虑、强迫症倾向、恐惧症，甚至有人格违常，例如像边缘性人格违常（borderline personality disorder）或强迫性人格障碍（obsessive-compulsive personality disorder）。它或许更被简化地定义为：
「难以适应自己环境的，没有能力改变自己的生活形态，且没有能力发展出更丰富、更复杂、更令人满意的人格。」
神经症不该被误解为思覺失調（early psychosis），这是指与现实脱节的病症，或误解为神经过敏症（Neuroticism），一种根据心理学理论定义的基础人格特质（Trait theory）。
根据精神分析学理论，神经症也许深植於自我的心理防卫机制，但这两个概念并非同义。心理防卫机制是发展与维持一致自我意识的一般方式（也就是指「自我」），而只有这些想法与行为模式对生活产生了困扰时才应该被称为神经症。

### 森田疗法对神经症的解释
森田疗法认为神经症患者和正常人一样。正因为他们总是把该专注于外部的力量投射到内心，不断内化，过分的关注内在情绪，才导致神经症的发生。若遵循森田的疗法彻底接纳，不要抱着先痊愈后生活的念头，做到为所当为带着症状做事，对症状不对抗不在意，逐渐打破精神交互的怪圈。这样就会慢慢忘记自己的症状，从而达到治愈效果。

## 影响与症状
有许多不同特定类型的神经症：纵火癖（pyromania）、强迫症、焦虑症（anxiety neurosis）、歇斯底里（其中焦虑会藉由身体症状表现出来），与无数多的恐惧症种类。根据Dr. George Boeree的说法，神经症的影响包括：

焦虑、难过或重郁症、生气、易怒、精神混乱（mental confusion），自我价值感低，等等…。某些行为症状如：恐惧症、逃避、失眠、冲动与强迫的行为、无精打采，等等…。某些认知问题像是：不愉快或令人不安的想法、重覆发生且摆脱不了的想法（强迫症）、习惯性地幻想、消极且憤世嫉俗（cynicism，又称犬儒主义），等等…。人际关系方面，神经症造成的影响有依赖、侵犯性、完美主义（Perfectionism）、精神分裂性孤立（schizoid isolation）、对社会文化不恰当的行为（socio-culturally inappropriate behaviors），等…。

而在《中國精神疾病分類方案與診斷標準》第三版中对神经症的定义为：
「神经症是一组主要表现为焦虑、抑郁、恐惧、强迫、疑病症状，或神经衰弱症状的精神障碍。本障碍有一定人格基础，起病常受心理社会（环境）因素影响。症状没有可证实的器质性病变作基础，与病人的现实处境不相称，但病人对存在的症状感到痛苦和无能为力，自知力完整或基本完整，病程多迁延。各种神经症性症状或其组合可见於感染、中毒、内脏、内分泌或代谢和脑器质性疾病，称神经症样综合徵。」